# Parmortha microstriatella
Parmortha microstriatella är en stekelart som först beskrevs av Tohru Uchida 1952.  Parmortha microstriatella ingår i släktet Parmortha och familjen brokparasitsteklar. Inga underarter finns listade i Catalogue of Life.